# Farum
Farum este un oraș în Danemarca.